# Guy Goethals
Guy Goethals (født 26. december 1952) er en tidligere belgisk fodbolddommer som er mest kendt for at have dømt en gang i EM 1992 og en kamp i EM 1996.

## Karriere

### EM 1996
- 19. juni 1996:  Tyskland –  Italien 0–0 (gruppespil)

### 1992
- 15. juni 1992: Tyskland –  Skotland 2–0 (gruppespil)